# 国親思想
国親思想（くにおやしそう、羅: parens patriae（））とは、「人民の父」という意味のラテン語に由来する法律用語である。日本においては、少年法の理念の一つとして捉えられ、少年に対して成人と異なる取り扱いを行う根拠の一つとして取り上げられる。

## 概要
法の世界では、国家権力が保護に欠ける児童や成人（両親が養育不能又は養育を拒否した児童、身寄りのない無能力者など）の親として振る舞い、その実親や保護義務者、事実上の保護者の権限を剥奪することを指していう。

### アメリカ合衆国における国親思想訴訟
アメリカ合衆国においては、一定の種類の訴訟において、州が国親思想に基づく当事者適格を有している。州は自ら州民の代理人として訴えを提起する。例えば、1976年のハート・スコット・ロディノ反トラスト改正法により加えられたクレイトン法4c条は、州司法長官がシャーマン法違反の行為によって損害を被った州民を代理して国親思想訴訟を提起することを認めている。